# Volta a Polònia 2016
La Volta a Polònia 2016 va ser la 73a edició de la cursa ciclista Volta a Polònia. La cursa es disputà entre el 12 i el 18 de juliol de 2016, després de 1.076 km, distribuïts en set etapes, la darrera d'ella una contrarellotge individual. Aquesta és la vintena prova de l'UCI World Tour 2016.
El vencedor final fou el belga Tim Wellens (Lotto Soudal) gràcies a la victòria en una dantesca cinquena etapa, en la què la meitat del gran grup es va veure obligat a abandonar per la duresa de l'etapa i el mal temps. Fabio Felline (Trek-Segafredo) i Alberto Bettiol (Cannondale-Drapac Pro Cycling Team) completaren el podi. Wellens també guanyà la classificació de la muntanya i de les metes volants, mentre el seu equip, el Lotto Soudal, guanyà la classificació per equips. Bettiol guanyà la classificació per punts.

## Equips participants
Vint-i-cinc equips prenen part en aquesta edició: els 18 World Tour, que tenen l'obligació de participar-hi en ser una cursa de l'UCI World Tour, cinc equips continentals professionals i un equip nacional polonès.
| Núm.    | Codi | Equip                              |
| ------- | ---- | ---------------------------------- |
| 1-8     | TNK  | Team Tinkoff                       |
| 11-18   | MOV  | Movistar Team                      |
| 21-28   | EQS  | Etixx-Quick Step                   |
| 31-38   | AST  | Astana Qazaqstan Team              |
| 41-48   | CDT  | Cannondale-Drapac Pro Cycling Team |
| 51-58   | DDD  | Dimension Data                     |
| 61-68   | TFS  | Trek-Segafredo                     |
| 71-78   | SKY  | Team Sky                           |
| 81-88   | LAM  | Lampre-Merida                      |
| 91-98   | BMC  | BMC Racing Team                    |
| 101-108 | OBE  | Orica-BikeExchange                 |
| 111-118 | TGA  | Team Giant-Alpecin                 |
| 121-128 | KAT  | Team Katusha                       |

| Núm.    | Codi | Equip                 |
| ------- | ---- | --------------------- |
| 131-138 | TLJ  | Team LottoNL-Jumbo    |
| 141-148 | LTS  | Lotto Soudal          |
| 151-158 | ALM  | AG2R La Mondiale      |
| 161-168 | IAM  | IAM Cycling           |
| 171-178 | FDJ  | FDJ                   |
| 181-188 | VAT  | Verva ActiveJet       |
| 191-198 | CCC  | CCC Sprandi Polkowice |
| 201-208 | POL  | Selecció de Polònia   |
| 211-218 | TNN  | Team Novo Nordisk     |
| 221-228 | ONE  | ONE Pro Cycling       |
| 231-238 | GAZ  | Gazprom-RusVelo       |
| 241-248 | BAR  | Bardiani-CSF          |

## Etapes
| Etapa    | Data      | Ciutats d'etapa                      | type                      | Distància (km) | Vencedor de l'etapa     | Líder de la general     |
| -------- | --------- | ------------------------------------ | ------------------------- | -------------- | ----------------------- | ----------------------- |
| 1a etapa | 12 de jul | Radzymin – Varsòvia                  | etapa plana               | 135            | Davide Martinelli       | Davide Martinelli       |
| 2a etapa | 13 de jul | Tarnowskie Góry – Katowice           | etapa plana               | 153            | Fernando Gaviria Rendón | Fernando Gaviria Rendón |
| 3a etapa | 14 de jul | Zawiercie – Nowy Sącz                | etapa de mitja muntanya   | 240            | Niccolò Bonifazio       | Fernando Gaviria Rendón |
| 4a etapa | 15 de jul | Nowy Sącz – Rzeszów                  | etapa de mitja muntanya   | 218            | Fernando Gaviria Rendón | Fernando Gaviria Rendón |
| 5a etapa | 16 de jul | Wieliczka – Zakopane                 | etapa de muntanya         | 225            | Tim Wellens             | Tim Wellens             |
| 6a etapa | 17 de jul | Terma Bukovina – Bukowina Tatrzańska | etapa de muntanya         | 194            | etapa cancel·lada       | Tim Wellens             |
| 7a etapa | 18 de jul | Cracòvia – Cracòvia                  | contrarellotge individual | 25             | Alex Dowsett            | Tim Wellens             |

### 1a etapa
| \| Classificació de l'etapa \| Classificació de l'etapa \| Classificació de l'etapa \| Classificació de l'etapa \| Classificació de l'etapa \| \| Corredor \| Corredor \| Equip \| Temps \| \| \| ------------------------ \| ------------------------ \| ------------------------ \| ------------------------ \| ------------------------ \| \| 1r \| Davide Martinelli \| Etixx-Quick Step \| 3h 01' 10" \| \| \| 2n \| Fernando Gaviria Rendón \| Etixx-Quick Step \| + 0" \| \| \| 3r \| Caleb Ewan \| Orica-BikeExchange \| + 0" \| \| \| 4t \| Zdeněk Štybar \| Etixx-Quick Step \| + 0" \| \| \| 5è \| Moreno Hofland \| LottoNL-Jumbo \| + 0" \| \| \| 6è \| Philippe Gilbert \| BMC Racing Team \| + 0" \| \| \| 7è \| Kévin Réza \| FDJ \| + 0" \| \| \| 8è \| Michał Kwiatkowski \| Team Sky \| + 0" \| \| \| 9è \| Tim Wellens \| Lotto-Soudal \| + 0" \| \| \| 10è \| Sacha Modolo \| Lampre-Merida \| + 0" \| \| |                         |                    |            |
| |                         |                    |            |
| Font: ProCyclingStats |                         |                    |            |
| Classificació de l'etapa |                         |                    |            |
| Corredor | Corredor                | Equip              | Temps      |
| 1r | Davide Martinelli       | Etixx-Quick Step   | 3h 01' 10" |
| 2n | Fernando Gaviria Rendón | Etixx-Quick Step   | + 0"       |
| 3r | Caleb Ewan              | Orica-BikeExchange | + 0"       |
| 4t | Zdeněk Štybar           | Etixx-Quick Step   | + 0"       |
| 5è | Moreno Hofland          | LottoNL-Jumbo      | + 0"       |
| 6è | Philippe Gilbert        | BMC Racing Team    | + 0"       |
| 7è | Kévin Réza              | FDJ                | + 0"       |
| 8è | Michał Kwiatkowski      | Team Sky           | + 0"       |
| 9è | Tim Wellens             | Lotto-Soudal       | + 0"       |
| 10è | Sacha Modolo            | Lampre-Merida      | + 0"       |

| \| Classificació general \| Classificació general \| Classificació general \| Classificació general \| Classificació general \| \| Corredor \| Corredor \| Equip \| Temps \| \| \| --------------------- \| ----------------------- \| --------------------- \| --------------------- \| --------------------- \| \| 1r \| Davide Martinelli \| Etixx-Quick Step \| 3h 01' 00" \| \| \| 2n \| Fernando Gaviria Rendón \| Etixx-Quick Step \| + 4" \| \| \| 3r \| Caleb Ewan \| Orica-BikeExchange \| + 6" \| \| \| 4t \| Zdeněk Štybar \| Etixx-Quick Step \| + 10" \| \| \| 5è \| Moreno Hofland \| LottoNL-Jumbo \| + 10" \| \| \| 6è \| Philippe Gilbert \| BMC Racing Team \| + 10" \| \| \| 7è \| Kévin Réza \| FDJ \| + 10" \| \| \| 8è \| Michał Kwiatkowski \| Team Sky \| + 10" \| \| \| 9è \| Tim Wellens \| Lotto-Soudal \| + 10" \| \| \| 10è \| Sacha Modolo \| Lampre-Merida \| + 10" \| \| |                         |                    |            |
| |                         |                    |            |
| Font: ProCyclingStats |                         |                    |            |
| Classificació general |                         |                    |            |
| Corredor | Corredor                | Equip              | Temps      |
| 1r | Davide Martinelli       | Etixx-Quick Step   | 3h 01' 00" |
| 2n | Fernando Gaviria Rendón | Etixx-Quick Step   | + 4"       |
| 3r | Caleb Ewan              | Orica-BikeExchange | + 6"       |
| 4t | Zdeněk Štybar           | Etixx-Quick Step   | + 10"      |
| 5è | Moreno Hofland          | LottoNL-Jumbo      | + 10"      |
| 6è | Philippe Gilbert        | BMC Racing Team    | + 10"      |
| 7è | Kévin Réza              | FDJ                | + 10"      |
| 8è | Michał Kwiatkowski      | Team Sky           | + 10"      |
| 9è | Tim Wellens             | Lotto-Soudal       | + 10"      |
| 10è | Sacha Modolo            | Lampre-Merida      | + 10"      |

### 2a etapa
| \| Classificació de l'etapa \| Classificació de l'etapa \| Classificació de l'etapa \| Classificació de l'etapa \| Classificació de l'etapa \| \| Corredor \| Corredor \| Equip \| Temps \| \| \| ------------------------ \| ------------------------ \| ------------------------ \| ------------------------ \| ------------------------ \| \| 1r \| Fernando Gaviria Rendón \| Etixx-Quick Step \| 3h 19' 30" \| \| \| 2n \| Elia Viviani \| Team Sky \| + 0" \| \| \| 3r \| Caleb Ewan \| Orica-BikeExchange \| + 0" \| \| \| 4t \| Kristian Sbaragli \| Dimension Data \| + 0" \| \| \| 5è \| Moreno Hofland \| LottoNL-Jumbo \| + 0" \| \| \| 6è \| Niccolò Bonifazio \| Trek-Segafredo \| + 0" \| \| \| 7è \| Heinrich Haussler \| IAM Cycling \| + 0" \| \| \| 8è \| Nikias Arndt \| Giant-Alpecin \| + 0" \| \| \| 9è \| Jasper De Buyst \| Lotto-Soudal \| + 0" \| \| \| 10è \| Kamil Zieliński \| Polònia \| + 0" \| \| |                         |                    |            |
| |                         |                    |            |
| Font: ProCyclingStats |                         |                    |            |
| Classificació de l'etapa |                         |                    |            |
| Corredor | Corredor                | Equip              | Temps      |
| 1r | Fernando Gaviria Rendón | Etixx-Quick Step   | 3h 19' 30" |
| 2n | Elia Viviani            | Team Sky           | + 0"       |
| 3r | Caleb Ewan              | Orica-BikeExchange | + 0"       |
| 4t | Kristian Sbaragli       | Dimension Data     | + 0"       |
| 5è | Moreno Hofland          | LottoNL-Jumbo      | + 0"       |
| 6è | Niccolò Bonifazio       | Trek-Segafredo     | + 0"       |
| 7è | Heinrich Haussler       | IAM Cycling        | + 0"       |
| 8è | Nikias Arndt            | Giant-Alpecin      | + 0"       |
| 9è | Jasper De Buyst         | Lotto-Soudal       | + 0"       |
| 10è | Kamil Zieliński         | Polònia            | + 0"       |

| \| Classificació general \| Classificació general \| Classificació general \| Classificació general \| Classificació general \| \| Corredor \| Corredor \| Equip \| Temps \| \| \| --------------------- \| ----------------------- \| --------------------- \| --------------------- \| --------------------- \| \| 1r \| Fernando Gaviria Rendón \| Etixx-Quick Step \| 6h 20' 24" \| \| \| 2n \| Davide Martinelli \| Etixx-Quick Step \| + 6" \| \| \| 3r \| Caleb Ewan \| Orica-BikeExchange \| + 8" \| \| \| 4t \| Diego Ulissi \| Lampre-Merida \| + 14" \| \| \| 5è \| Moreno Hofland \| LottoNL-Jumbo \| + 16" \| \| \| 6è \| Nikias Arndt \| Giant-Alpecin \| + 16" \| \| \| 7è \| Niccolò Bonifazio \| Trek-Segafredo \| + 16" \| \| \| 8è \| Lorrenzo Manzin \| FDJ \| + 16" \| \| \| 9è \| Michał Kwiatkowski \| Team Sky \| + 16" \| \| \| 10è \| Philippe Gilbert \| BMC Racing Team \| + 16" \| \| |                         |                    |            |
| |                         |                    |            |
| Font: ProCyclingStats |                         |                    |            |
| Classificació general |                         |                    |            |
| Corredor | Corredor                | Equip              | Temps      |
| 1r | Fernando Gaviria Rendón | Etixx-Quick Step   | 6h 20' 24" |
| 2n | Davide Martinelli       | Etixx-Quick Step   | + 6"       |
| 3r | Caleb Ewan              | Orica-BikeExchange | + 8"       |
| 4t | Diego Ulissi            | Lampre-Merida      | + 14"      |
| 5è | Moreno Hofland          | LottoNL-Jumbo      | + 16"      |
| 6è | Nikias Arndt            | Giant-Alpecin      | + 16"      |
| 7è | Niccolò Bonifazio       | Trek-Segafredo     | + 16"      |
| 8è | Lorrenzo Manzin         | FDJ                | + 16"      |
| 9è | Michał Kwiatkowski      | Team Sky           | + 16"      |
| 10è | Philippe Gilbert        | BMC Racing Team    | + 16"      |

### 3a etapa
| \| Classificació de l'etapa \| Classificació de l'etapa \| Classificació de l'etapa \| Classificació de l'etapa \| Classificació de l'etapa \| \| Corredor \| Corredor \| Equip \| Temps \| \| \| ------------------------ \| ------------------------ \| ------------------------ \| ------------------------ \| ------------------------ \| \| 1r \| Niccolò Bonifazio \| Trek-Segafredo \| 5h 46' 12" \| \| \| 2n \| Moreno Hofland \| LottoNL-Jumbo \| + 0" \| \| \| 3r \| Luka Mezgec \| Orica-BikeExchange \| + 0" \| \| \| 4t \| Heinrich Haussler \| IAM Cycling \| + 0" \| \| \| 5è \| Roman Maikin \| Gazprom-RusVelo \| + 0" \| \| \| 6è \| Kristian Sbaragli \| Dimension Data \| + 0" \| \| \| 7è \| Ruslan Tleubàiev \| Astana \| + 0" \| \| \| 8è \| Loïc Vliegen \| BMC Racing Team \| + 0" \| \| \| 9è \| Sacha Modolo \| Lampre-Merida \| + 0" \| \| \| 10è \| Koen de Kort \| Giant-Alpecin \| + 0" \| \| |                   |                    |            |
| |                   |                    |            |
| Font: ProCyclingStats |                   |                    |            |
| Classificació de l'etapa |                   |                    |            |
| Corredor | Corredor          | Equip              | Temps      |
| 1r | Niccolò Bonifazio | Trek-Segafredo     | 5h 46' 12" |
| 2n | Moreno Hofland    | LottoNL-Jumbo      | + 0"       |
| 3r | Luka Mezgec       | Orica-BikeExchange | + 0"       |
| 4t | Heinrich Haussler | IAM Cycling        | + 0"       |
| 5è | Roman Maikin      | Gazprom-RusVelo    | + 0"       |
| 6è | Kristian Sbaragli | Dimension Data     | + 0"       |
| 7è | Ruslan Tleubàiev  | Astana             | + 0"       |
| 8è | Loïc Vliegen      | BMC Racing Team    | + 0"       |
| 9è | Sacha Modolo      | Lampre-Merida      | + 0"       |
| 10è | Koen de Kort      | Giant-Alpecin      | + 0"       |

| \| Classificació general \| Classificació general \| Classificació general \| Classificació general \| Classificació general \| \| Corredor \| Corredor \| Equip \| Temps \| \| \| --------------------- \| ----------------------- \| --------------------- \| --------------------- \| --------------------- \| \| 1r \| Fernando Gaviria Rendón \| Etixx-Quick Step \| 12h 06' 36" \| \| \| 2n \| Niccolò Bonifazio \| Trek-Segafredo \| + 6" \| \| \| 3r \| Caleb Ewan \| Orica-BikeExchange \| + 8" \| \| \| 4t \| Moreno Hofland \| LottoNL-Jumbo \| + 10" \| \| \| 5è \| Diego Ulissi \| Lampre-Merida \| + 14" \| \| \| 6è \| Roman Maikin \| Gazprom-RusVelo \| + 16" \| \| \| 7è \| Lorrenzo Manzin \| FDJ \| + 16" \| \| \| 8è \| Sacha Modolo \| Lampre-Merida \| + 16" \| \| \| 9è \| Heinrich Haussler \| IAM Cycling \| + 16" \| \| \| 10è \| Michał Kwiatkowski \| Team Sky \| + 16" \| \| |                         |                    |             |
| |                         |                    |             |
| Font: ProCyclingStats |                         |                    |             |
| Classificació general |                         |                    |             |
| Corredor | Corredor                | Equip              | Temps       |
| 1r | Fernando Gaviria Rendón | Etixx-Quick Step   | 12h 06' 36" |
| 2n | Niccolò Bonifazio       | Trek-Segafredo     | + 6"        |
| 3r | Caleb Ewan              | Orica-BikeExchange | + 8"        |
| 4t | Moreno Hofland          | LottoNL-Jumbo      | + 10"       |
| 5è | Diego Ulissi            | Lampre-Merida      | + 14"       |
| 6è | Roman Maikin            | Gazprom-RusVelo    | + 16"       |
| 7è | Lorrenzo Manzin         | FDJ                | + 16"       |
| 8è | Sacha Modolo            | Lampre-Merida      | + 16"       |
| 9è | Heinrich Haussler       | IAM Cycling        | + 16"       |
| 10è | Michał Kwiatkowski      | Team Sky           | + 16"       |

### 4a etapa
| \| Classificació de l'etapa \| Classificació de l'etapa \| Classificació de l'etapa \| Classificació de l'etapa \| Classificació de l'etapa \| \| Corredor \| Corredor \| Equip \| Temps \| \| \| ------------------------ \| ------------------------ \| ------------------------ \| ------------------------ \| ------------------------ \| \| 1r \| Fernando Gaviria Rendón \| Etixx-Quick Step \| 5h 12' 56" \| \| \| 2n \| Luka Mezgec \| Orica-BikeExchange \| + 0" \| \| \| 3r \| Michał Kwiatkowski \| Team Sky \| + 0" \| \| \| 4t \| Heinrich Haussler \| IAM Cycling \| + 0" \| \| \| 5è \| Boy van Poppel \| Trek-Segafredo \| + 0" \| \| \| 6è \| Zico Waeytens \| Giant-Alpecin \| + 0" \| \| \| 7è \| Tiesj Benoot \| Lotto-Soudal \| + 0" \| \| \| 8è \| Enrico Battaglin \| LottoNL-Jumbo \| + 0" \| \| \| 9è \| Kristian Sbaragli \| Dimension Data \| + 0" \| \| \| 10è \| Kévin Réza \| FDJ \| + 0" \| \| |                         |                    |            |
| |                         |                    |            |
| |                         |                    |            |
| Classificació de l'etapa |                         |                    |            |
| Corredor | Corredor                | Equip              | Temps      |
| 1r | Fernando Gaviria Rendón | Etixx-Quick Step   | 5h 12' 56" |
| 2n | Luka Mezgec             | Orica-BikeExchange | + 0"       |
| 3r | Michał Kwiatkowski      | Team Sky           | + 0"       |
| 4t | Heinrich Haussler       | IAM Cycling        | + 0"       |
| 5è | Boy van Poppel          | Trek-Segafredo     | + 0"       |
| 6è | Zico Waeytens           | Giant-Alpecin      | + 0"       |
| 7è | Tiesj Benoot            | Lotto-Soudal       | + 0"       |
| 8è | Enrico Battaglin        | LottoNL-Jumbo      | + 0"       |
| 9è | Kristian Sbaragli       | Dimension Data     | + 0"       |
| 10è | Kévin Réza              | FDJ                | + 0"       |

| \| Classificació general \| Classificació general \| Classificació general \| Classificació general \| Classificació general \| \| Corredor \| Corredor \| Equip \| Temps \| \| \| --------------------- \| ----------------------- \| --------------------- \| --------------------- \| --------------------- \| \| 1r \| Fernando Gaviria Rendón \| Etixx-Quick Step \| 17h 19' 22" \| \| \| 2n \| Michał Kwiatkowski \| Team Sky \| + 19" \| \| \| 3r \| Diego Ulissi \| Lampre-Merida \| + 22" \| \| \| 4t \| Tim Wellens \| Lotto-Soudal \| + 25" \| \| \| 5è \| Heinrich Haussler \| IAM Cycling \| + 26" \| \| \| 6è \| Roman Maikin \| Gazprom-RusVelo \| + 26" \| \| \| 7è \| Sacha Modolo \| Lampre-Merida \| + 26" \| \| \| 8è \| Floris Gerts \| BMC Racing Team \| + 26" \| \| \| 9è \| Philippe Gilbert \| BMC Racing Team \| + 26" \| \| \| 10è \| Kamil Zieliński \| Polònia \| + 26" \| \| |                         |                  |             |
| |                         |                  |             |
| |                         |                  |             |
| Classificació general |                         |                  |             |
| Corredor | Corredor                | Equip            | Temps       |
| 1r | Fernando Gaviria Rendón | Etixx-Quick Step | 17h 19' 22" |
| 2n | Michał Kwiatkowski      | Team Sky         | + 19"       |
| 3r | Diego Ulissi            | Lampre-Merida    | + 22"       |
| 4t | Tim Wellens             | Lotto-Soudal     | + 25"       |
| 5è | Heinrich Haussler       | IAM Cycling      | + 26"       |
| 6è | Roman Maikin            | Gazprom-RusVelo  | + 26"       |
| 7è | Sacha Modolo            | Lampre-Merida    | + 26"       |
| 8è | Floris Gerts            | BMC Racing Team  | + 26"       |
| 9è | Philippe Gilbert        | BMC Racing Team  | + 26"       |
| 10è | Kamil Zieliński         | Polònia          | + 26"       |

### 5a etapa
| \| Classificació de l'etapa \| Classificació de l'etapa \| Classificació de l'etapa \| Classificació de l'etapa \| Classificació de l'etapa \| \| Corredor \| Corredor \| Equip \| Temps \| \| \| ------------------------ \| ------------------------ \| ------------------------ \| ------------------------ \| ------------------------ \| \| 1r \| Tim Wellens \| Lotto-Soudal \| 5h 57' 22" \| \| \| 2n \| Davide Formolo \| Cannondale-Drapac \| + 3' 48" \| \| \| 3r \| Tiesj Benoot \| Lotto-Soudal \| + 4' 37" \| \| \| 4t \| Fabio Felline \| Trek-Segafredo \| + 4' 38" \| \| \| 5è \| Alberto Bettiol \| Cannondale-Drapac \| + 4' 49" \| \| \| 6è \| Lawrence Warbasse \| IAM Cycling \| + 5' 12" \| \| \| 7è \| Andrei Zeits \| Astana \| + 5' 12" \| \| \| 8è \| Rubén Fernández Andújar \| Movistar Team \| + 5' 27" \| \| \| 9è \| Matvei Mamikin \| Katusha \| + 5' 32" \| \| \| 10è \| Davide Villella \| Cannondale-Drapac \| + 5' 59" \| \| |                         |                   |            |
| |                         |                   |            |
| Font: ProCyclingStats |                         |                   |            |
| Classificació de l'etapa |                         |                   |            |
| Corredor | Corredor                | Equip             | Temps      |
| 1r | Tim Wellens             | Lotto-Soudal      | 5h 57' 22" |
| 2n | Davide Formolo          | Cannondale-Drapac | + 3' 48"   |
| 3r | Tiesj Benoot            | Lotto-Soudal      | + 4' 37"   |
| 4t | Fabio Felline           | Trek-Segafredo    | + 4' 38"   |
| 5è | Alberto Bettiol         | Cannondale-Drapac | + 4' 49"   |
| 6è | Lawrence Warbasse       | IAM Cycling       | + 5' 12"   |
| 7è | Andrei Zeits            | Astana            | + 5' 12"   |
| 8è | Rubén Fernández Andújar | Movistar Team     | + 5' 27"   |
| 9è | Matvei Mamikin          | Katusha           | + 5' 32"   |
| 10è | Davide Villella         | Cannondale-Drapac | + 5' 59"   |

| \| Classificació general \| Classificació general \| Classificació general \| Classificació general \| Classificació general \| \| Corredor \| Corredor \| Equip \| Temps \| \| \| --------------------- \| ----------------------- \| --------------------- \| --------------------- \| --------------------- \| \| 1r \| Tim Wellens \| Lotto-Soudal \| 23h 16' 53" \| \| \| 2n \| Davide Formolo \| Cannondale-Drapac \| + 4' 05" \| \| \| 3r \| Tiesj Benoot \| Lotto-Soudal \| + 4' 50" \| \| \| 4t \| Fabio Felline \| Trek-Segafredo \| + 5' 04" \| \| \| 5è \| Alberto Bettiol \| Cannondale-Drapac \| + 5' 12" \| \| \| 6è \| Andrei Zeits \| Astana \| + 5' 29" \| \| \| 7è \| Lawrence Warbasse \| IAM Cycling \| + 5' 38" \| \| \| 8è \| Rubén Fernández Andújar \| Movistar Team \| + 5' 44" \| \| \| 9è \| Dario Cataldo \| Astana \| + 6' 16" \| \| \| 10è \| Davide Villella \| Cannondale-Drapac \| + 6' 25" \| \| |                         |                   |             |
| |                         |                   |             |
| Font: ProCyclingStats |                         |                   |             |
| Classificació general |                         |                   |             |
| Corredor | Corredor                | Equip             | Temps       |
| 1r | Tim Wellens             | Lotto-Soudal      | 23h 16' 53" |
| 2n | Davide Formolo          | Cannondale-Drapac | + 4' 05"    |
| 3r | Tiesj Benoot            | Lotto-Soudal      | + 4' 50"    |
| 4t | Fabio Felline           | Trek-Segafredo    | + 5' 04"    |
| 5è | Alberto Bettiol         | Cannondale-Drapac | + 5' 12"    |
| 6è | Andrei Zeits            | Astana            | + 5' 29"    |
| 7è | Lawrence Warbasse       | IAM Cycling       | + 5' 38"    |
| 8è | Rubén Fernández Andújar | Movistar Team     | + 5' 44"    |
| 9è | Dario Cataldo           | Astana            | + 6' 16"    |
| 10è | Davide Villella         | Cannondale-Drapac | + 6' 25"    |

### 6a etapa
- Etapa anul·lada per les males condicions meteorològiques

### 7a etapa
| \| Classificació de l'etapa \| Classificació de l'etapa \| Classificació de l'etapa \| Classificació de l'etapa \| Classificació de l'etapa \| \| Corredor \| Corredor \| Equip \| Temps \| \| \| ------------------------ \| ---------------------------- \| ------------------------ \| ------------------------ \| ------------------------ \| \| 1r \| Alex Dowsett \| Movistar Team \| 28' 59" \| \| \| 2n \| Jonathan Castroviejo Nicolás \| Movistar Team \| + 22" \| \| \| 3r \| Primož Roglič \| LottoNL-Jumbo \| + 39" \| \| \| 4t \| Ben Hermans \| BMC Racing Team \| + 41" \| \| \| 5è \| Victor Campenaerts \| LottoNL-Jumbo \| + 48" \| \| \| 6è \| Fabio Felline \| Trek-Segafredo \| + 49" \| \| \| 7è \| Svein Tuft \| Orica-BikeExchange \| + 1' 11" \| \| \| 8è \| Alberto Bettiol \| Cannondale-Drapac \| + 1' 13" \| \| \| 9è \| Daniele Bennati \| Tinkoff \| + 1' 19" \| \| \| 10è \| Víctor de la Parte González \| CCC Sprandi Polkowice \| + 1' 21" \| \| |                              |                       |          |
| |                              |                       |          |
| Font: ProCyclingStats |                              |                       |          |
| Classificació de l'etapa |                              |                       |          |
| Corredor | Corredor                     | Equip                 | Temps    |
| 1r | Alex Dowsett                 | Movistar Team         | 28' 59"  |
| 2n | Jonathan Castroviejo Nicolás | Movistar Team         | + 22"    |
| 3r | Primož Roglič                | LottoNL-Jumbo         | + 39"    |
| 4t | Ben Hermans                  | BMC Racing Team       | + 41"    |
| 5è | Victor Campenaerts           | LottoNL-Jumbo         | + 48"    |
| 6è | Fabio Felline                | Trek-Segafredo        | + 49"    |
| 7è | Svein Tuft                   | Orica-BikeExchange    | + 1' 11" |
| 8è | Alberto Bettiol              | Cannondale-Drapac     | + 1' 13" |
| 9è | Daniele Bennati              | Tinkoff               | + 1' 19" |
| 10è | Víctor de la Parte González  | CCC Sprandi Polkowice | + 1' 21" |

| \| Classificació general \| Classificació general \| Classificació general \| Classificació general \| Classificació general \| \| Corredor \| Corredor \| Equip \| Temps \| \| \| --------------------- \| ----------------------- \| --------------------- \| --------------------- \| --------------------- \| \| 1r \| Tim Wellens \| Lotto-Soudal \| 23h 47' 23" \| \| \| 2n \| Fabio Felline \| Trek-Segafredo \| + 4' 22" \| \| \| 3r \| Alberto Bettiol \| Cannondale-Drapac \| + 4' 54" \| \| \| 4t \| Davide Formolo \| Cannondale-Drapac \| + 5' 06" \| \| \| 5è \| Tiesj Benoot \| Lotto-Soudal \| + 5' 22" \| \| \| 6è \| Rubén Fernández Andújar \| Movistar Team \| + 5' 45" \| \| \| 7è \| Lawrence Warbasse \| IAM Cycling \| + 5' 47" \| \| \| 8è \| Andrei Zeits \| Astana \| + 6' 08" \| \| \| 9è \| Dario Cataldo \| Astana \| + 6' 20" \| \| \| 10è \| Davide Villella \| Cannondale-Drapac \| + 8' 01" \| \| |                         |                   |             |
| |                         |                   |             |
| Font: ProCyclingStats |                         |                   |             |
| Classificació general |                         |                   |             |
| Corredor | Corredor                | Equip             | Temps       |
| 1r | Tim Wellens             | Lotto-Soudal      | 23h 47' 23" |
| 2n | Fabio Felline           | Trek-Segafredo    | + 4' 22"    |
| 3r | Alberto Bettiol         | Cannondale-Drapac | + 4' 54"    |
| 4t | Davide Formolo          | Cannondale-Drapac | + 5' 06"    |
| 5è | Tiesj Benoot            | Lotto-Soudal      | + 5' 22"    |
| 6è | Rubén Fernández Andújar | Movistar Team     | + 5' 45"    |
| 7è | Lawrence Warbasse       | IAM Cycling       | + 5' 47"    |
| 8è | Andrei Zeits            | Astana            | + 6' 08"    |
| 9è | Dario Cataldo           | Astana            | + 6' 20"    |
| 10è | Davide Villella         | Cannondale-Drapac | + 8' 01"    |

## Classificacions finals

### Classificació general
| \| Classificació general \| Classificació general \| Classificació general \| Classificació general \| Classificació general \| \| Corredor \| Corredor \| Equip \| Temps \| \| \| --------------------- \| ----------------------- \| --------------------- \| --------------------- \| --------------------- \| \| 1r \| Tim Wellens \| Lotto-Soudal \| 23h 47' 23" \| \| \| 2n \| Fabio Felline \| Trek-Segafredo \| + 4' 22" \| \| \| 3r \| Alberto Bettiol \| Cannondale-Drapac \| + 4' 54" \| \| \| 4t \| Davide Formolo \| Cannondale-Drapac \| + 5' 06" \| \| \| 5è \| Tiesj Benoot \| Lotto-Soudal \| + 5' 22" \| \| \| 6è \| Rubén Fernández Andújar \| Movistar Team \| + 5' 45" \| \| \| 7è \| Lawrence Warbasse \| IAM Cycling \| + 5' 47" \| \| \| 8è \| Andrei Zeits \| Astana \| + 6' 08" \| \| \| 9è \| Dario Cataldo \| Astana \| + 6' 20" \| \| \| 10è \| Davide Villella \| Cannondale-Drapac \| + 8' 01" \| \| |                         |                   |             |
| |                         |                   |             |
| Font: ProCyclingStats |                         |                   |             |
| Classificació general |                         |                   |             |
| Corredor | Corredor                | Equip             | Temps       |
| 1r | Tim Wellens             | Lotto-Soudal      | 23h 47' 23" |
| 2n | Fabio Felline           | Trek-Segafredo    | + 4' 22"    |
| 3r | Alberto Bettiol         | Cannondale-Drapac | + 4' 54"    |
| 4t | Davide Formolo          | Cannondale-Drapac | + 5' 06"    |
| 5è | Tiesj Benoot            | Lotto-Soudal      | + 5' 22"    |
| 6è | Rubén Fernández Andújar | Movistar Team     | + 5' 45"    |
| 7è | Lawrence Warbasse       | IAM Cycling       | + 5' 47"    |
| 8è | Andrei Zeits            | Astana            | + 6' 08"    |
| 9è | Dario Cataldo           | Astana            | + 6' 20"    |
| 10è | Davide Villella         | Cannondale-Drapac | + 8' 01"    |

### UCI World Tour
La Volta a Polònia atorga punts per l'UCI World Tour 2016 sols als ciclistes dels equips de categoria World Tour.
| Posició               | 1r  | 2n | 3r | 4t | 5è | 6è | 7è | 8è | 9è | 10è |
| Classificació general | 100 | 80 | 70 | 60 | 50 | 40 | 30 | 20 | 10 | 4   |
| Per etapa             | 6   | 4  | 2  | 1  | 1  |    |    |    |    |     |

## Evolució de les classificacions
| Etapa | Vencedor                              | Classificació general Żółta koszulka Skandia | Classificació de la muntanya Klasyfikacja górska Tauron | Classificació per punts Klasyfikacja sprinterska Hyundai | Classificació de les metes volants Klasyfikacja najaktywniejszych | Classificació per equips Klasyfikacja drużynowa | Millor polonès Najlepszy Polak        |
| ----- | ------------------------------------- | -------------------------------------------- | ------------------------------------------------------- | -------------------------------------------------------- | ----------------------------------------------------------------- | ----------------------------------------------- | ------------------------------------- |
| 1     | Davide Martinelli                     | Davide Martinelli                            | Davide Martinelli                                       | Jarosław Marycz                                          | Marc Fournier                                                     | Michał Kwiatkowski                              | Etixx-Quick Step                      |
| 2     | Fernando Gaviria                      | Fernando Gaviria                             | Fernando Gaviria                                        | Jarosław Marycz                                          | Jonas Koch                                                        | Michał Kwiatkowski                              | Team Sky                              |
| 3     | Niccolò Bonifazio                     | Fernando Gaviria                             | Moreno Hofland                                          | Kamil Gradek                                             | Jonas Koch                                                        | Michał Kwiatkowski                              | Team Sky                              |
| 4     | Fernando Gaviria                      | Fernando Gaviria                             | Fernando Gaviria                                        | Alessandro Tonelli                                       | Jonas Koch                                                        | Michał Kwiatkowski                              | Team Sky                              |
| 5     | Tim Wellens                           | Tim Wellens                                  | Moreno Hofland                                          | Tim Wellens                                              | Tim Wellens                                                       | Paweł Cieślik                                   | Lotto Soudal                          |
| 6     | Etapa suspesa per culpa del mal temps | Etapa suspesa per culpa del mal temps        | Etapa suspesa per culpa del mal temps                   | Etapa suspesa per culpa del mal temps                    | Etapa suspesa per culpa del mal temps                             | Etapa suspesa per culpa del mal temps           | Etapa suspesa per culpa del mal temps |
| 7     | Alex Dowsett                          | Tim Wellens                                  | Alberto Bettiol                                         | Tim Wellens                                              | Tim Wellens                                                       | Paweł Cieślik                                   | Lotto Soudal                          |
| Final | Final                                 | Tim Wellens                                  | Alberto Bettiol                                         | Tim Wellens                                              | Tim Wellens                                                       | Paweł Cieślik                                   | Lotto Soudal                          |